# Metoda sędziów kompetentnych
Metoda sędziów kompetentnych (sędziów ekspertów) – wykorzystywana w naukach społecznych (a zwłaszcza w psychometrii) metoda służąca do badania trafności treściowej poszczególnych pozycji w opracowywanym kwestionariuszu ankiety.

## Opis procedury
Po utworzeniu wstępnej puli pytań ankietowych badacz przedstawia owe pozycje testowe do oceny grupie osób nazywanych sędziami kompetentnymi (lub sędziami ekspertami). Są to osoby, które można uznać za kompetentne w danej dziedzinie, której dotyczy treść ankiety. Przykładowo, jeżeli kwestionariusz ma dotyczyć postaw rodzicielskich to sędziami kompetentnymi mogą być pedagodzy i/lub psycholodzy. Sędziowie kompetentni oceniają poszczególne pozycje danego kwestionariusza, po czym wyniki ich ocen są zliczane. Do badania zgodności ocen sędziów służy stworzony przez Charlesa Lawshego współczynnik trafności treściowej oraz współczynnik zgodności W Kendalla. W ostatecznej wersji kwestionariusza ankiety zostają tylko te pozycje, które uzyskają pozytywną opinię ze strony większości sędziów ekspertów.